# ETF Ride Systems
ETF Ride Systems est un constructeur d'attractions néerlandais. Fondé en 1999, la société appartient à ETF Group. Elle est connue pour la construction de systèmes de transport utilisées dans le domaine des attractions.

## Histoire
ETF Ride Systems a été fondée en 1999 en tant que filiale du groupe ETF. Le groupe ETF fondée en 1951 a commencé comme fabricant de machines pour l'industrie textile. La société comprend actuellement ETF Machinefabriek, Sioux Electronics, ETF USA Corporation et ETF Ride Systems.
L'un des premiers projets de la société consistait à créer un système de transport pour le parcours scénique interactif Labyrinth of the Minotaur conçu par Sally Corporation. Il a ouvert en 2000 à Terra Mítica en Espagne. Le système de transport se composait de plusieurs véhicules équipés de pistolets lasers. La société est également connue pour avoir mise au point un système de transport sans rail (trackless).
En 2010, ETF Ride Systems développe pour Europa-Park en Allemagne un système de monorail avec véhicules suspendus dans lequel les passagers peuvent contrôler la vitesse grâce à des pédales embarquées,. 

## Réalisations
| Attraction                       | Parc                                                                   | Localisation                                                   | Ouverture                   | Modèle                   | Style                            | Co-développeur                         |      |             |           |  |
| -------------------------------- | ---------------------------------------------------------------------- | -------------------------------------------------------------- | --------------------------- | ------------------------ | -------------------------------- | -------------------------------------- | ---- | ----------- | --------- |  |
| Attraction                       | Parc                                                                   | Localisation                                                   | The Amazing Ride of Gumball | IMG Worlds of Adventure  | Style                            | Dubaï, Émirats Arabes Unis             | 2016 | Multi Mover | Trackless |  |
| Bazyliszek,                      | Legendia                                                               | Chorzów, Pologne                                               | 2018                        | Multi Mover              | Trackless                        | Alterface Projects / Joravision        |      |             |           |  |
| Benno's Great Race               | Ferrari World Abu Dhabi                                                | Abou Dabi, Émirats Arabes Unis                                 | 2016                        | Multi Mover              | Trackless                        | Alterface Projects                     |      |             |           |  |
| Bullyversum                      | Bavaria Film Studios                                                   | Munich, Allemagne                                              | 2012                        | Mystic Mover             | Trackless                        |                                        |      |             |           |  |
| Challenge of Mondor              | Enchanted Forest                                                       | Turner, Oregon, USA                                            | 2006                        | Mystic Mover             | Trackless                        |                                        |      |             |           |  |
| Challenge of Tutankhamon,        | Walibi Belgium                                                         | Wavre, Province du Brabant wallon, Belgique                    | 2003                        | Multi Mover              | Trackless                        | Sally Corporation                      |      |             |           |  |
| Dragons Wild Shooting            | Lotte World                                                            | Séoul, Corée du Sud                                            | 2013                        | Multi Mover              | Trackless                        | Alterface Projects / The Hettema Group |      |             |           |  |
| Popcorn Revenge                  | Walibi Belgium                                                         | Wavre, Belgique                                                | 2019                        | Multi Mover              | Trackless                        | Alterface Projects / Joravision        |      |             |           |  |
| Ghost Hunt                       | Lake Compounce                                                         | Bristol (Connecticut), USA                                     | 2008                        | Mystic Mover             | Trackless                        | Sally Corporation                      |      |             |           |  |
| Ghostwood Estate                 | Kennywood                                                              | West Mifflin, Pennsylvanie, USA                                | 2008                        | Mystic Mover             | Trackless                        |                                        |      |             |           |  |
| Hotel Transylvania               | Motiongate Dubai                                                       | Dubaï, Émirats Arabes Unis                                     | 2016                        | Mystic Mover             | Trackless                        |                                        |      |             |           |  |
| Kingdom Quest,                   | Legoland Discovery Centre                                              | Plusieurs localisations dans le monde                          |                             | Multi Mover Mystic Mover | Track Bound Trackless            | P&P Projects                           |      |             |           |  |
| Labyrinth of the Minotaur,       | Terra Mítica                                                           | Benidorm, Alicante, Espagne                                    | 2000                        | Multi Mover              | Track Bound                      | Sally Corporation                      |      |             |           |  |
| La Aventura de Scooby-Doo,       | Parque Warner Madrid                                                   | San Martín de la Vega, Madrid, Espagne                         | 2005                        | Mystic Mover             | Trackless                        | Sally Corporation                      |      |             |           |  |
| Maus au Chocolat,                | Phantasialand                                                          | Brühl, Allemagne                                               | 2011                        | Multi Mover              | Track Bound                      | 3DBA                                   |      |             |           |  |
| Motor Mania,                     | ring°werk                                                              | Nürburg, Rhénanie-Palatinat, Allemagne                         | 2009                        | Multi Mover              | Trackless                        |                                        |      |             |           |  |
| Nights in White Satin: The Trip, | Freestyle Music Park                                                   | Myrtle Beach, Caroline du Sud, USA                             | 2008                        | Multi Mover              | Track Bound                      | Sally Corporation                      |      |             |           |  |
| Resident Evil : Bio Terror       | Hub Zero                                                               | Dubaï, Émirats Arabes Unis                                     | 2016                        | Mystic Mover             | Trackless                        | Alterface                              |      |             |           |  |
| Safari Tuneli,                   | Vialand                                                                | Istanbul, Turquie                                              | 2013                        | Mystic Mover             | Trackless                        | P&P Projects                           |      |             |           |  |
| Smurfs Studio Tours              | Motiongate Dubai                                                       | Dubaï, Émirats Arabes Unis                                     | 2016                        | Mystic Mover             | Trackless                        |                                        |      |             |           |  |
| Symbolica                        | Efteling                                                               | Kaatsheuvel, Pays-Bas                                          | 2017                        | Multi Mover              | Trackless                        |                                        |      |             |           |  |
| Thor's Hammer,                   | Tusenfryd                                                              | Vinterbro, Norvège                                             | 2013                        | Multi Mover              | Track Bound with Motion Platform | P&P Projects                           |      |             |           |  |
| Toy Story Midway Mania,          | Disney's Hollywood Studios Disney California Adventure Tokyo DisneySea | Bay Lake, Floride, USA Anaheim, Californie, USA Urayasu, Japon | 2008 2012                   | Multi Mover              | Track Bound                      | Walt Disney Imagineering               |      |             |           |  |
| Vi På Saltkråkan,                | Astrid Lindgren's World                                                | Vimmerby, Suède                                                | 2007                        | Mystic Mover             | Trackless                        | Sally Corporation                      |      |             |           |  |
| Volcans Sacrés                   | Vulcania                                                               | Saint-Ours-les-Roches, Auvergne, France                        | 2013                        | Multi Mover              | Trackless                        |                                        |      |             |           |  |
| Volo Da Vinci,                   | Europa-Park                                                            | Rust, Allemagne                                                | 2011                        | Suspended Flight         | NC                               |                                        |      |             |           |  |
| Zindan                           | Vialand                                                                | Istanbul, Turquie                                              | 2013                        | Mystic Mover             | Trackless                        | P&P Projects                           |      |             |           |  |

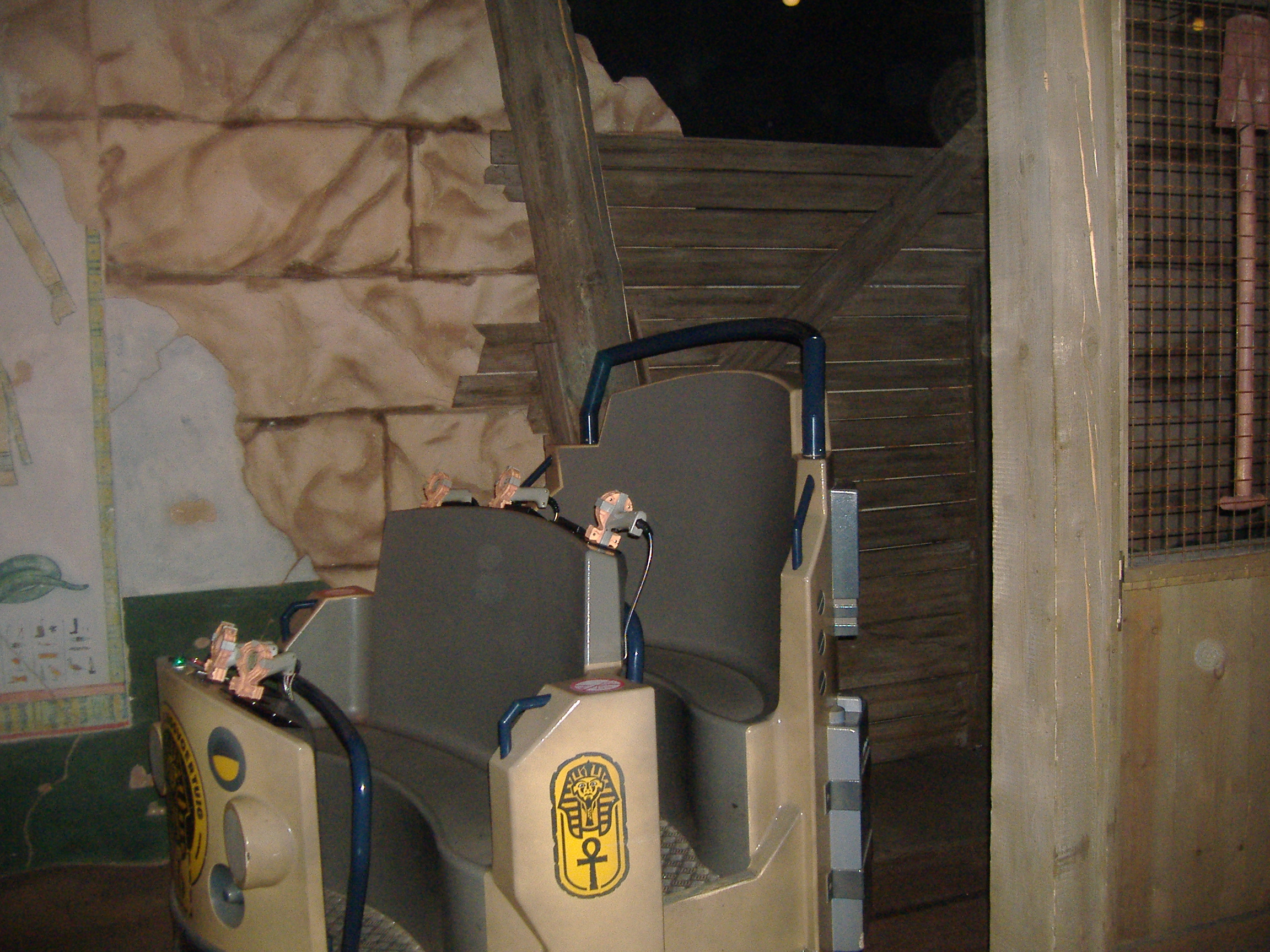
Véhicule de Challenge of Tutankhamon, à Walibi Belgium
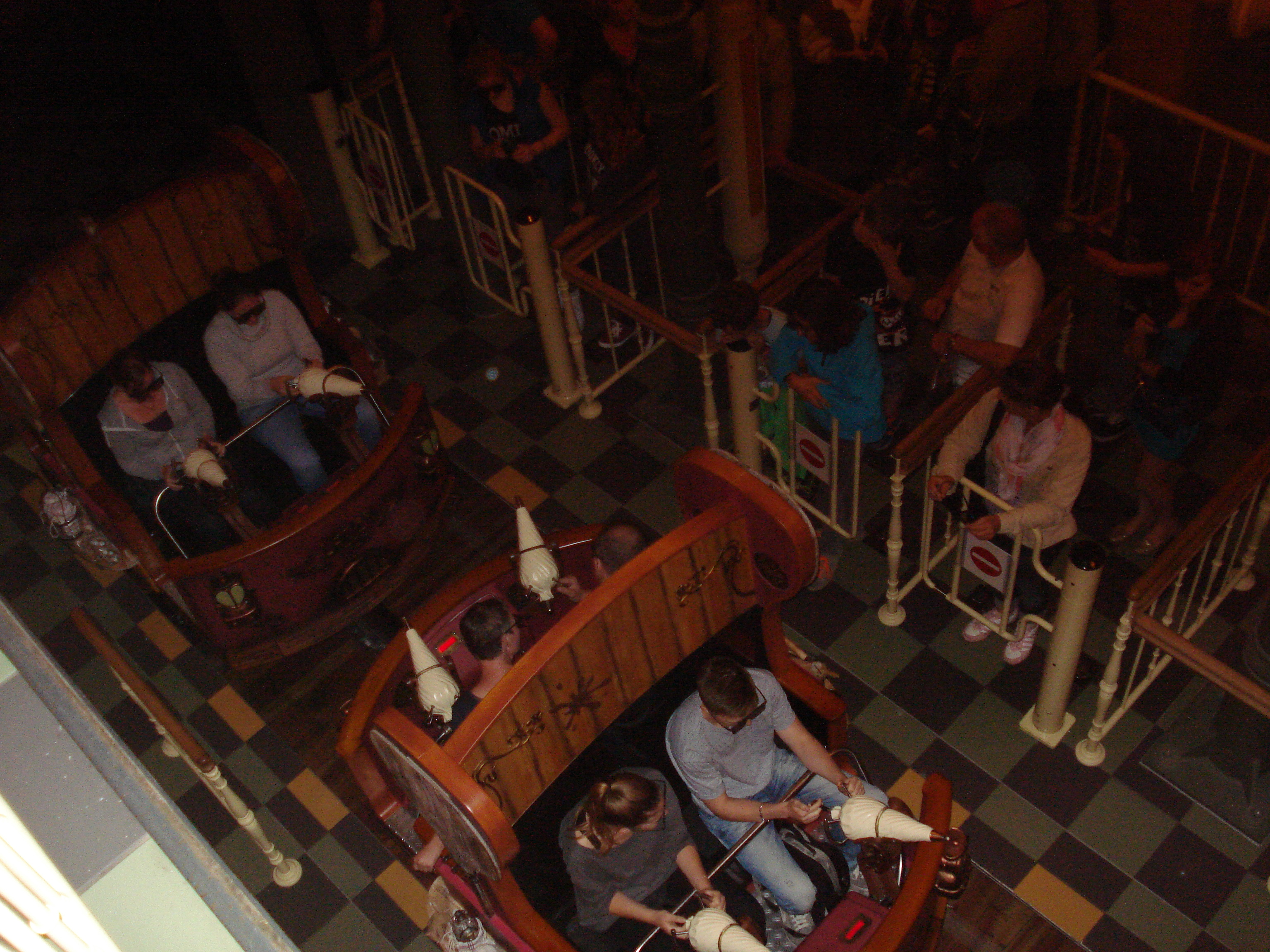
Véhicules en gare de Maus au Chocolat, à Phantasialand
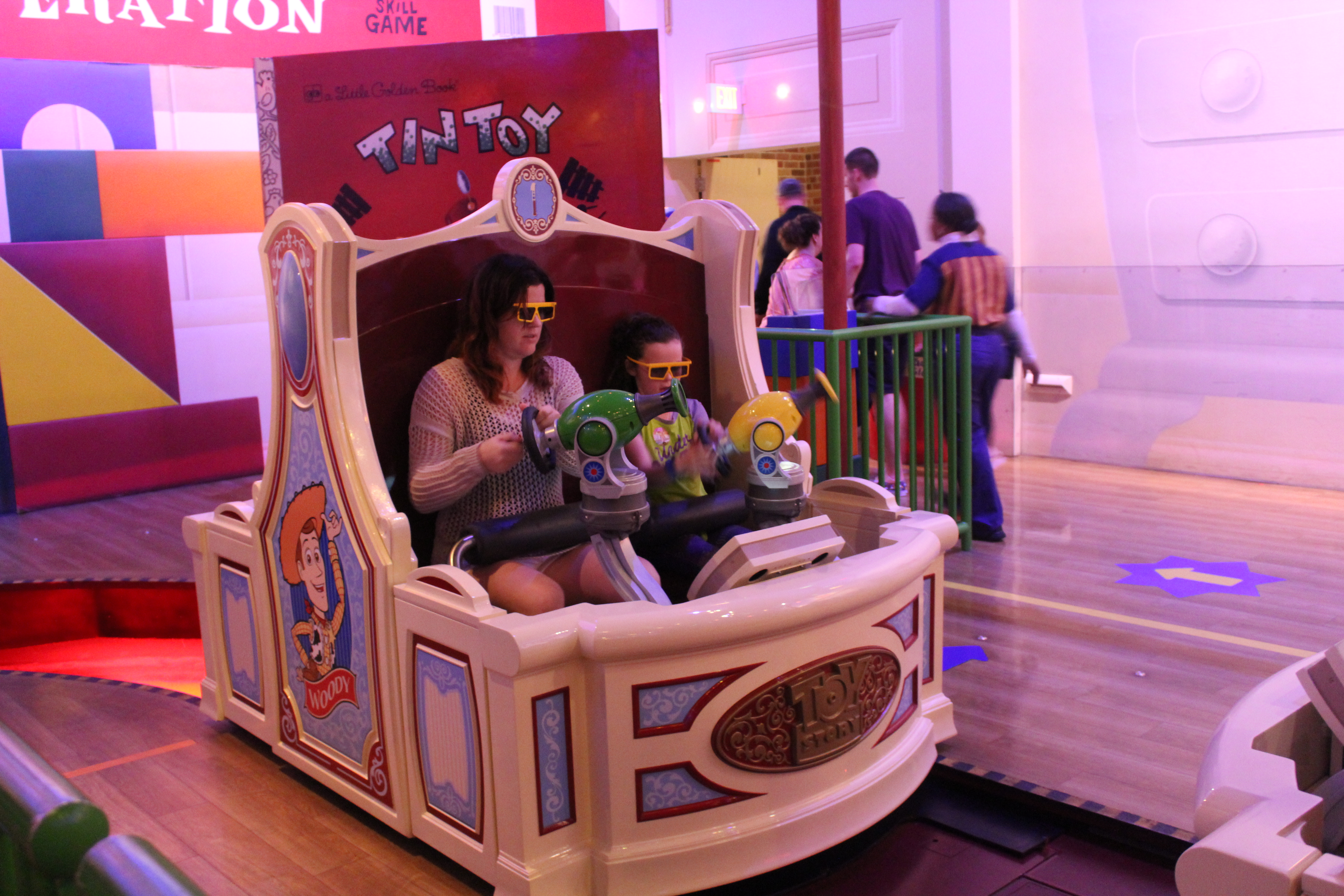
Véhicule de Toy Story Midway Mania à Disney's Hollywood Studios